# Manfred Knof
Manfred Knof (* 19. August 1965 in Köln) ist ein deutscher Bankmanager und Jurist.
Nach dem Studium der Rechtswissenschaften an der Universität zu Köln, der Universität Genf, der Universität Straßburg und der Georgetown-Universität (USA) von 1985 bis 1991 wurde er als Stipendiat der Konrad-Adenauer-Stiftung 1994 zum Doktor der Rechte promoviert. Danach hatte er seine erste Stelle im Allianz-Konzern als Assistent des Vorstands bei deren amerikanischer Tochtergesellschaft Fireman’s Fund Insurance Company in Novato von 1995 bis 1996. 
Es folgte der Wechsel zum 1. Januar 1997 zur Allianz nach München. Dort hatte er, nach einem kurzen Einsatz bei der Dresdner Bank, mehrere Leitungsfunktionen inne, bevor er von April 2015 bis 2017 Vorstandsvorsitzender der Allianz Deutschland war. Von August 2019 bis 9. Januar 2020 war er angestellter Leiter Privatkundengeschäft und vom 10. Januar 2020 bis 14. Mai 2020 Vorstandsvorsitzender der DB Privat- und Firmenkundenbank.
Vom 1. Januar 2021 bis zum 30. September 2024 war er Vorstandsvorsitzender der Commerzbank. Im September 2024 gab die Commerzbank bekannt, dass Knof seinen bis Ende 2025 laufenden Vertrag nicht verlängert. Er verließ die Bank zum 30. September 2024. Zu seiner Nachfolgerin wurde Bettina Orlopp bestellt.
Knof ist mit Fabienne Knof-Lotterio verheiratet und Vater zweier Söhne.